# Божества Forgotten Realms
В вымышленной вселенной Забытых Королевств религия играет важную роль, поскольку боги и их последователи являются неотъемлемой частью мира. Божества активно вмешиваются в дела своих последователей, сражаются друг с другом и даже появляются среди смертных в облике аватар. В этой игровой вселенной существует несколько политеистических пантеонов, каждый из которых покровительствует определённой расе или культуре.
Все боги и богини Забытых Королевств зависят от своих последователей. От их количества зависит сила божества (божественный статус): великое, среднее, меньшее божество или полубожество. Боги, теряющие всех своих последователей, умирают. Смертные также зависят от поклонения божествам. Те, кто не верит в богов или поклоняются им лишь на словах, будут впечатаны в Стену Душ в Городе Правосудия. Души, попавшие в эту стену обречены — вскоре они растворятся в самой её сущности. Тот же, кто поклонялся при жизни какому-либо из божеств, после смерти попадает в царство своего божественного покровителя.

## Пантеон людей

### Абсолютное божество
- Ао (Ao): Верховное божество.

В одной книге из серии «Аватары» есть разговор Ао со своим хозяином.

### Великие божества
- Акади (Akadi): Богиня воздуха, движения, скорости, летающих существ
- Акардио (Akardio): Бог иллюзий, равновесия
- Грумбар (Grumbar): Бог земли, твёрдости, постоянства, клятв
- Истишия (Istishia): Бог воды, чистоты, влажности
- Келемвор (Kelemvor): Бог смерти, мертвых
- Коссут (Kossuth): Бог огня, очищения огнём
- Латандер (Lathander): Бог весны, рассвета, рождения, юности, жизненной силы, физического здоровья
- Мистра (Mystra): Богиня магии, заклинаний
- Огма (Oghma): Бог знания, находчивости, вдохновения, бардов
- Сирик (Cyric): Бог раздоров, убийства, лжи, интриг, обмана, жульничества, иллюзий
- Суни (Sune): Богиня красоты, любви, страсти
- Сильванус (Silvanus): Бог дикой природы, друидов
- Талос (Талос): Бог штормов, разрушений, бунтов, пожаров, землетрясений, смерчей
- Темпус (Tempus): Бог войны, солдат войны
- Тир (Tyr): Бог правосудия
- Убтао (Ubtao): Бог созидания, джунглей, Чульта и живущие в ней, динозавров
- Чонтиа (Chauntea): Богиня сельского хозяйства, лета, фермеров, садовников
- Шар (Shar): Богиня тьмы, ночи, потери, забвения, секретов, подземелий, Андердарка
- Зеир (Zehir): Бог ядов и змей

### Средние божества
- Бешаба (Beshaba): Богиня неудачи, несчастных случаев
- Гонд (Gond): Бог ремёсел, изобретений, кузнечества, конструирования
- Илматер (Ilmater): Бог выносливости, страданий, мученичества, упорства
- Маск (Mask): Бог воров, кражи, теней
- Майликки (Mielikki): Богиня лесов, лесных существ, следопытов, дриад, осени
- Селуна (Selûne): Богиня луны, звёзд, навигации, пророчеств, добрых и нейтральных оборотней
- Тимора (Tymora): Богиня удачи, мастерства, победы, искателей приключений
- Амберли (Umberlee): Богиня океанов, течений, волн, морских ветров
- Хельм (Helm): Бог стражей, защитников, заступников, целителей

### Меньшие боги
- Азут (Azuth): Бог магов и прочих заклинателей
- Денеир (Deneir): Бог глифов, литературы, писцов, художников, картографии
- Ллира (Lliira): Богиня счастья, удовольствия, танца, праздников, свободы
- Ловиатар (Loviatar): Богиня боли, агонии, пыток, страданий
- Малар (Malar): Бог охотников, жажды крови, злых оборотней
- Маск (Mask): Бог воров, воровства, теней
- Милил (Milil): Бог поэзии, песен, ораторского искусства
- Аурил (Auril): Богиня холода, зимы
- Талона (Talona): Богиня болезней, яда
- Тиамат (Tiamat): «Море», одно из воплощений первобытного хаоса
- Торм (Torm): Бог долга, преданности, смирения, отваги, паладинов
- Ваукин (Waukeen): Богиня торговли, денег, богатства
- Шондакул (Shaundakul): Бог путешествий, исследований, караванов, порталов
- Эльдат (Eldath): Богиня мира, тихих мест, родников, водопадов

### Полубожества
- Валкур (Valkur): Бог моряков, кораблей, попутных ветров, морских сражений
- Велшарун (Velsharoon): Бог некромантии, некромантов, личей, нежити
- Гарагос (Garagos): Бог войны, владения оружием, разрушения, грабежа
- Гаргот (Gargauth): Бог предательства, жестокости, политической коррупции
- Гуэрон Уиндстром (Gwaeron Windstrom): Бог следопытов Севера
- Джергал (Jergal): Бог судьбы, церемониального погребения, страж могил
- Красный рыцарь (Red Knight): Богиня стратегии, планирования, тактики
- Лурью (Lurue): Богиня говорящих зверей, разумных негуманоидных существ
- Нобанион (Nobanion): Бог королевской власти, львов, добрых зверей
- Саврас (Savras): Бог предсказаний, судьбы, истины
- Сиаморф (Siamorphe): Богиня аристократии
- Улутиу (Ulutiu): Бог ледников, жителей арктики
- Утгар (Uthgar): Бог варваров Утгардта, физической силы
- Финдер Драконошпор (Finder Wyvernspur): Бог жизненного цикла, преобразований искусства, сауриалов
- Хоар (Hoar): Бог мести, возмездия, справедливости
- Шаресс (Sharess): Богиня гедонизма, сексуального удовлетворения, увеселительных заведений, кошек
- Шиаллия (Shiallia): Богиня лесных опушек, Великого Леса, Невервинтерского Леса

### Мёртвые боги
- Амонатор (Amaunator): Древний Нетерильский бог Порядка и Солнца
- Миркул (Myrkul): Бывший бог смерти
- Баал (Bhaal): Бывший бог убийства и насилия (возродился)
- Бэйн (Bane): Бывший бог тирании, ненависти, страха

## Пантеон эльфов

### Ангаррадх (Angharradh)
- Имена: Триединая Богиня, Королева Арвандора
- Статус: Великое эльфийское божество
- Символ: Три соединённых кольца на треугольнике остриём вниз.
- Домашний план: Арвандор
- Мировоззрение: Хаотично-Добрая
- Сфера: Весна, изобилие, посевы, рождение, мудрость, защита
- Прихожане: Старшины сообщества, друиды, эльфы, фермеры, бойцы, акушерки, матери
- Мировоззрения клириков: CG, CN, NG
- Домены: Хаос, Эльфы, Добро, Знание, Растения, Защита, Возобновление
- Одобренное оружие: «Сумеречное Древко» (длинное копьё или короткое копьё)

### Кореллон Ларетиан (Corellon Larethian)
- Имена: Создатель Эльфов, Первый в Селдарине, Король Арвандора
- Статус: Великое эльфийское божество
- Символ: Полумесяц
- Домашний план: Арвандор
- Мировоззрение: Хаотично-Добрый
- Сфера: Магия, музыка, искусства, ремесла, война, эльфийская раса (особенно солнечные эльфы), поэзия, барды, воины
- Прихожане: Тайные лучники, ремесленники, художники, барды, бойцы, хорошие лидеры, рейнджеры, поэты, колдуны, воины, волшебники
- Мировоззрения клириков: CG, CN, NG
- Домены: Хаос, Эльфы, Добро, Магия, Защита, Война
- Одобренное оружие: «Сахандриан» (длинный меч)

### Аэрдри Фэйниа (Aerdrie Faenya)
- Имена: Крылатая Мать, Королева Авариэль
- Статус: Среднее эльфийское божество
- Символ: Облако с силуэтом птицы
- Домашний план: Арвандор
- Мировоззрение: Хаотично-добрая
- Сфера: Воздух, погода, летуны, дождь, изобилие, авариэль
- Прихожане: Барды, друиды, эльфы, рейнджеры, колдуны, путешественники, крылатые существа
- Мировоззрения клириков: CG, CN, NG
- Домены: Воздух, Животные, Хаос, Эльфы, Добро, Шторм
- Одобренное оружие: «Удар Молнии» (четвертной посох)

### Глубинный Сашелас (Deep Sashelas)
- Имена: Лорд Подморья, Принц-Дельфин
- Статус: Среднее эльфийское божество
- Символ: Дельфин
- Домашний план: Арвандор
- Мировоззрение: Хаотично-Добрый
- Сфера: Океаны, морские эльфы, созидание, знание
- Прихожане: Друиды, эльфы, рыбаки, рейнджеры, мудрецы, моряки
- Мировоззрения клириков: CG, CN, NG
- Домены: Хаос, Эльфы, Добро, Знание, Океан, Вода
- Одобренное оружие: «Трезубец Глубин» (трезубец)

### Лабелас Энорет (Labelas Enoreth)
- Имена: Дающий Жизнь, Лорд Континуума, Мудрец на Закате
- Статус: Среднее эльфийское божество
- Символ: Закатное солнце
- Домашний план: Арвандор
- Мировоззрение: Хаотично-Добрый
- Сфера: Мелодия, долговечность, момент выбора, история
- Прихожане: Барды, божественные ученики, эльфы, мастера знаний, ученые, преподаватели
- Мировоззрения клириков: CG, CN, NG
- Домены: Хаос, Эльфы, Добро, Знание, Время
- Одобренное оружие: «Посох Времени» (четвертной посох)

### Риллифэйн Раллатил (Rillifane Rallathil)
- Имена: Лорд Листа
- Статус: Среднее эльфийское божество
- Символ: Дуб
- Домашний план: Арвандор
- Мировоззрение: Хаотично-Добрый
- Сфера: Лесистые местности, природа, дикие эльфы, друиды
- Прихожане: Друиды, рейнджеры, дикие эльфы
- Мировоззрения клириков: CG, CN, NG
- Домены: Хаос, Эльфы, Добро, Растения, Защита
- Одобренное оружие: «Дубовый Посох» (четвертной посох)

### Сеханин Лунный Лук (Sehanine Moonbow)
- Имена: Дочь Ночных Небес, Светящееся Облако, Леди Грез
- Статус: Среднее эльфийское божество
- Символ: Туманный полумесяц над полной луной
- Домашний план: Арвандор
- Мировоззрение: Хаотично-Добрая
- Сфера: Мистика, мечты, смерть, путешествия, превосходство, луна, звезды, небеса, лунные эльфы
- Прихожане: Прорицатели, эльфы, полуэльфы, иллюзионисты, противники нежити
- Мировоззрения клириков: CG, CN, NG
- Домены: Хаос, Эльфы, Добро, Иллюзия, Знание, Луна, Путешествие
- Одобренное оружие: «Лунное Древко» (четвертной посох)

### Солонор Теландира (Solonor Thelandira)
- Имена: Острый Глаз, Великий Лучник
- Статус: Среднее эльфийское божество
- Символ: Серебряная стрела с зелёным оперением
- Домашний план: Арвандор
- Мировоззрение: Хаотично-Добрый
- Сфера: Стрельба из лука, охота, выживание в глуши
- Прихожане: Тайные лучники, лучники, друиды, эльфы, рейнджеры
- Мировоззрения клириков: CG, CN, NG
- Домены: Хаос, Эльфы, Добро, Растения, Война
- Одобренное оружие: «Дальний Выстрел» (длинный лук)

### Ханали Селанил (Hanali Celanil)
- Имена: Сердце Золота, Привлекательная Роза, Леди Золотое Сердце
- Статус: Среднее эльфийское божество
- Символ: Золотое сердце
- Домашний план: Арвандор
- Мировоззрение: Хаотично-Добрая
- Сфера: Любовь, роман, красота, зачарования, мастерство магических изделий, прекрасное искусство, художники
- Прихожане: Эстеты, художники, чародеи, возлюбленные, колдуны
- Мировоззрения клириков: CG, CN, NG
- Домены: Хаос, Зачарование, Эльфы, Добро, Магия, Защита
- Одобренное оружие: Сияющее сердце (кинжал)

### Эреван Илесир (Erevan Ilesere)
- Имена: Хамелеон, Зелёный Подменыш, Шут Фей
- Статус: Среднее эльфийское божество
- Символ: Звездный взрыв с асимметричными лучами
- Домашний план: Арвандор
- Мировоззрение: Хаотично-Нейтральный
- Сфера: Проказы, изменение, жулики
- Прихожане: Барды, эльфы, кутилы, жулики, колдуны, обманщики
- Мировоззрения клириков: CE, CG, CN
- Домены: Хаос, Эльфы, Удача, Обман
- Одобренное оружие: «Быстрый Удар» (короткий меч)

### Фенмарел Местарин (Fenmarel Mestarine)
- Имена: Одинокий Волк
- Статус: Меньшее эльфийское божество
- Символ: Пара эльфийских глаз в темноте
- Домашний план: Арвандор
- Мировоззрение: Хаотично-Нейтральный
- Сфера: Дикие эльфы, изгои
- Прихожане: Друиды, эльфы, изгои, рейнджеры, жулики, шпионы, дикие эльфы
- Мировоззрения клириков: CE, CG, CN
- Домены: Животные, Хаос, Эльфы, Растения, Путешествие
- Одобренное оружие: «Укус Шипа» (кинжал)

### Шевараш (Shevarash)
- Имена: Чёрный Лучник, Ночной Охотник
- Статус: Эльфийский полубог
- Символ: Сломанная стрела над слезинкой
- Домашний план: Арвандор
- Мировоззрение: Хаотично-Нейтральный
- Сфера: Ненависть к дроу, месть, крестовые походы, потери
- Прихожане: Тайные лучники, лучники, эльфы, бойцы, охотники, рейнджеры, солдаты, колдуны
- Мировоззрение клириков: CE, CG, CN
- Домены: Хаос, Эльфы, Возмездие, Война
- Одобренное оружие: «Черный Лук» (длинный лук)

## Пантеон дроу
См. отдельную статью Пантеон дроу
- Ллос (Lolth) — Паучья Королева, экс-супруга светлого эльфийского бога Кореллона, носившая в то время имя Араушни. Основное божество дроу, хаотично-злая по мировоззрению покровительница убийства, хаоса и разрушения. Единственное среди «Тёмного Селдарин» Великое божество.
- Ваэрон (Vhaeraun) — Лорд в Маске, бог воров и обмана, которому поклоняются в основном мужчины-дроу, желающие независимости от матриархата Ллос. Как и его мать, Паучья Королева, обладает хаотично-злым мировоззрением.
- Элистрэя (Eilistraee) — Дева Танца, единственное доброе божество дроу. Хаотично-добрая сестра Ваэрона. Покровительствует ночи и луне, песне, танцу, охоте.
- Гаунадор (Ghaunadaur) — Древний Глаз, хаотично-злой бог слизи и грязи. Считается покровителем всех мятежников.
- Кьярансали (Kiaransalee) — Леди Мертвых, Хаотично-злая богиня нежити и некромантов.
- Сельветарм (Selvetarm) — Затаившийся Паук, Хаотично-злой бог воинов дроу, воитель Лолт.

## Пантеон дварфов

### Морадин (Moradin)
- Имена: Кователь Душ, Отец Дварфов, Всеотец
- Статус: Великое дварфское божество
- Символ: Молот и наковальня
- Домашний план: Дом Дварфов
- Мировоззрение: Законно-добрый
- Сфера: Дварфы, созидание, кузнечное дело, защита, работа по металлу, каменная кладка
- Прихожане: Дварфские защитники, Дварфы, инженеры, бойцы, шахтеры, кузнецы
- Мировоззрения клериков: LG, LN, NG
- Домены: Ремесло, Дварфы, Земля, Добро, Закон, Защита
- Одобренное оружие: «Молот Души» (военный молот)

### Аббатор (Abbator)
- Имена: Великий Мастер Жадности, Лорд Находок, Вирм Алчности
- Статус: Среднее дварфское божество
- Символ: Украшенный драгоценностями кинжал
- Домашний план: Дом Дварфов
- Мировоззрение: Нейтрально-Злой
- Сфера: Жадность
- Прихожане: Дварфы, скупцы, жулики, теневые танцоры
- Мировоззрения клериков: CE, NE, LE
- Домены: Дварфы, Зло, Удача, Торговля, Обман
- Одобренное оружие: «Сердце Алчности» [кинжал с алмазным клинком] (кинжал)

### Берронар Истинно Серебряная (Berronar Truesilver)
- Имена: Уважаемая Мать, Мать Безопасности
- Статус: Среднее дварфское божество
- Символ: Два серебряных кольца
- Домашний план: Дом Дварфов
- Мировоззрение: Законно-Добрая
- Сфера: Безопасность, честность, дом, лечение, дварфское семейство, записи, брак, верность, лояльность, присяги
- Прихожане: Дети, дварфские защитники, дварфы, бойцы, строители домов, мужья, родители, писцы, жены
- Мировоззрения клериков: LG, LN, NG
- Домены: Дварфы, Семейство, Добро, Лечение, Закон, Защита
- Одобренное оружие: «Гнев Справедливости» (тяжелая булава)

### Вергадэйн (Vergadain)
- Имена: Торговый Король, Низкий Отец, Смеющийся Дварф
- Статус: Среднее дварфское божество
- Символ: Кусок золота
- Домашний план: Дом Дварфов
- Мировоззрение: Истинно-Нейтральный
- Сфера: Богатство, удача, шанс, незлые воры, подозрение, обман, переговоры, хитрый ум
- Прихожане: Дварфы, торговцы, жулики, богатые индивидуумы
- Мировоззрения клериков: CN, N, NE, NG, LN
- Домены: Дварфы, Удача, Торговля, Обман
- Одобренное оружие: «Золотоискатель» (длинный меч)

### Думатойн (Dumathoin)
- Имена: Хранитель Секретов под Горой, Безмолвный Хранитель
- Статус: Среднее дварфское божество
- Символ: Ограненный драгоценный камень внутри горы
- Домашний план: Дом Дварфов
- Мировоззрение: Истинно-Нейтральный
- Сфера: Захороненное богатство, руды, драгоценные камни, горная промышленность, исследование, щитовые дварфы, страж мертвых
- Прихожане: Дварфы, обработчики драгоценных камней и металлов, шахтеры
- Мировоззрения клериков: CN, N, NE, NG, LN
- Домены: Пещеры, Ремесло, Дварфы, Земля, Знание, Металл, Защита
- Одобренное оружие: «Молот Магмы» [мотыга] (кувалда)

### Клангеддин Серебробородый (Clangeddin Silverbeard)
- Имена: Отец Битвы, Лорд Парных Топоров, Скала Битвы
- Статус: Среднее дварфское божество
- Символ: Два пересеченных боевых топора
- Домашний план: Дом Дварфов
- Мировоззрение: Законно-Добрый
- Сфера: Битва, война, доблесть, храбрость, честь в битве
- Прихожане: Варвары, дварфские защитники, дварфы, бойцы, монахи, паладины, солдаты, стратеги, тактики, воины
- Мировоззрения клериков: LG, LN; NG
- Домены: Дварфы, Добро, Закон, Сила, Война
- Одобренное оружие: «Губитель Гигантов» (боевой топор)

## Пантеон халфлингов

### Йондалла (Yondalla)
- Имена: Защитник и Поставщик, Лелеющая Матриарх, Благословлённая
- Статус: Великое божество халфлингов
- Символ: Рог изобилия на щите
- Домашний план: Зеленые Поля
- Мировоззрение: Законно-Добрая
- Сфера: Защита, щедрость, халфлинги, дети, безопасность, лидерство, мудрость, создание, семейство, традиции
- Прихожане: Дети, халфлинги, лидеры, паладины, родители
- Мировоззрения клириков: LG, LN, NG
- Домены: Семейство, Добро, Халфлинги, Закон, Защита
- Одобренное оружие: «Хорнблейд» (короткий меч)

### Арворин (Arvoreen)
- Имена: Защитник, Осторожный Меч
- Статус: Среднее божество халфлингов
- Символ: Два пересекающихся коротких меча
- Домашний план: Зеленые Поля
- Мировоззрение: Законно-Добрый
- Сфера: Защита, война, бдительность халфлинги-воины, обязанности
- Прихожане: Халфлинги, бойцы, паладины, рейнджеры, солдаты, воины
- Мировоззрения клириков: LG, LN, NG
- Домены: Добро, Халфлинги, Закон, Защита, Война
- Одобренное оружие: «Сердце Аэгис» (короткий меч)

### Цирроллали (Cyrrollalee)
- Имена: Рука Товарищества, Хранительница Очага
- Статус: Среднее божество халфлингов
- Символ: Открытая дверь
- Домашний план: Зеленые Поля
- Мировоззрение: Законно-Добрая
- Сфера: Дружба, доверие, очаг, гостеприимство, ремесла
- Прихожане: Ремесленники, повара, охранниеи, халфлинги, хозяева, владельцы гостиниц
- Мировоззрения клириков: LG, LN, NG
- Домены: Семейство, Добро, Халфлинги, Закон
- Одобренное оружие: «Камарадестейв» [четвертной посох] (дубина)

### Шила Периройл (Sheela Peryroyl)
- Имена: Зелёная Сестра, Заботливая Мать
- Статус: Среднее божество халфлингов
- Символ: Маргаритка
- Домашний план: Зеленые Поля
- Мировоззрение: Истинно-Нейтральная
- Сфера: Природа, сельское хозяйство, погода, песни, танцы, красота, романтическая любовь
- Прихожане: Барды, друиды, фермеры, садовники, халфлинги, рейнджеры
- Мировоззрения клириков: CN, N, NE, NG, LN
- Домены: Воздух, Зачарование, Халфлинг, Растения
- Одобренное оружие: «Дубовый Шип» (серп)

### Брандобарис (Brandobaris)
- Имена: Мастер Скрытности, Неудержимый Проходимец
- Статус: Меньшее божество халфлингов
- Символ: След халфлинга
- Домашний план: Зеленые Поля
- Мировоззрение: Истинно-нейтральный
- Сфера: Скрытность, воровство, приключения, халфлинги-жулики
- Прихожане: Авантюристы, барды, халфлинги, рискующие, жулики
- Мировоззрения клириков: CN, N, NE, NG, LN
- Домены: Халфлинги, Удача, Путешествие, Обман
- Одобренное оружие: «Спасение» (кинжал)

### Урогалан (Urogalan)
- Имена: Тот кто Должен Быть, Лорд Земли, Чёрная Гончая
- Статус: Полубог халфлингов
- Символ: Силуэт собачьей головы
- Домашний план: Зеленые Поля
- Мировоззрение: Законно-Нейтральный
- Сфера: Земля, смерть, защита мертвых
- Прихожане: Генеалогисты, могильщики, халфлинги
- Мировоззрения клириков: LE, LG, LN
- Домены: Земля, Халфлинги, Закон, Отдых, Защита
- Одобренное оружие: «Роковая Молотилка» [двухголовый цеп] (любой цеп)

## Пантеон орков

### Груумш Одноглазый (Gruumsh)
- Имена: Одноглазый, Тот-Кто-Никогда-Не-Спит
- Статус: Высшее божество орков
- Символ: Пустая глазница
- Домашний план: Баатор, Нишрек
- Мировоззрение: Хаотично-злой
- Сфера: Орки, война, территория
- Прихожане: Орки, Полуорки
- Мировоззрения клириков: CN, NE, CE
- Домены: Хаос, Доминирование, Зло, Сила, Война
- Одобренное оружие: Копьё

### Лютик (Luthic)
- Имена: Мать пещер, Ведьма кровавой луны
- Статус: Младшее божество
- Символ: Оркская руна, Означающая дом
- Домашний план: Ахерон, Нишрек
- Мировоззрение: Злой, Нейтрально-злой
- Сфера: Пещеры, Оркские женщины, Дом, Мудрость, Плодовитость, Лечение, Порабощение
- Прихожане: Монахи, Оркские женщины, Рунные заклинатели
- Мировоззрения клириков: NE, LE, CN
- Домены: Пещера, Земля, Зло, Семья, Исцеление, Орки, Сообщество, Защита
- Одобренное оружие: Рука с длинными когтями, Шипованная перчатка

### Багтру (Bahgtru)
- Имена: Сильный; Ломающий ноги, Сын Груумша
- Статус: Младшее божество
- Символ: сломанная кость
- Домашний план: Ахерон, Нишрек
- Мировоззрение: Хаотично-злой
- Сфера: Пещеры, Верность, Тупость, Грубая сила
- Прихожане: Варвары, Орки, Силачи, Воины, Борцы
- Мировоззрения клириков: NE, CE, CN
- Домены: Хаос, Зло, Орки, Сила, Хаос, Конкурс, Мужество, Разрушение
- Одобренное оружие: Шипованная перчатка «Хруст»

### Ильневал (Ilneval)
- Имена: Предводитель орды, Устроитель войн, Лейтенант Груумша
- Статус: Младшее божество
- Символ: Окровавленный меч
- Домашний план: Ахерон, Нишрек
- Мировоззрение: Злой, Нейтрально-злой
- Сфера: Пещеры, Война, сражения, численное превосходство, стратегия
- Прихожане: Варвары, Варвары, Воины, Орки
- Мировоззрения клириков: NE, LE, CN
- Домены: Хаос, Зло, Разрушения, Зло, Орки, Планирование, Война, Мужество, Мистика
- Одобренное оружие: Длинный меч «Сокрушитель врагов»

### Шаргаас (Shargaas)
- Имена: Ночной владыка, Клинок во тьме, Крадущийся внизу
- Статус: Младшее божество
- Символ: Череп на красном полумесяце
- Домашний план: Ахерон, Нишрек
- Мировоззрение: Хаотично-злой
- Сфера: Ночь, Воры, Скрытность, Темнота, Андердарк
- Прихожане: Ассасины, Чёрные стражи, Орки, Танцующие в тенях, воры
- Мировоззрения клириков: NE, CE, CN
- Домены: Хаос, Тьма, Зло, Орки, Обман, Смерть, Зло, Мистика, Мор
- Одобренное оружие: Короткий меч «Ночной клинок»

### Юртрус или Йертрасс (Yurtrus)
- Имена: Белые руки; Повелитель личинок; Гниющий
- Статус: Младшее божество
- Символ: Две белых кисти рук на тёмном фоне
- Домашний план: Ахерон, Нишрек
- Мировоззрение: Злой, Нейтрально-злой
- Сфера: Смерть, Болезни
- Прихожане: Ассасины, Монахи, Орки
- Мировоззрения клириков: NE, LE, CN
- Домены: Смерть, Разрушение, Зло, Орки, Страдание
- Одобренное оружие: Невооружённый удар

## Пантеон Драконов

### Ио (Io)
- Имена: Девятикратный Дракон, Согласующийся Дракон, Большое Вечное Колесо, Владыка Теней, Лорд Богов, Создатель Драконов
- Статус: Великое Божество
- Домашний план: Внешние земли
- Мировоззрение: Нейтральное
- Сфера: Сотворение
- Домены: Знание, Волшебство, Сила, Путешествие Дракон, Богатство, Заклинания

### Аастериниан (Aasterinian)
- Имена: Посланник Ио
- Статус: Младшее божество
- Домашний план: Героические Области Исгард
- Мировоззрение: Хаотически-нейтральное
- Сфера: Изобретения, Удовольствия
- Домены: Хаос, Обаяние, Дракон, Иллюзия, Судьба, Торговля, Путешествие, Обман

### Астилабор (Astilabor)
- Богиня жадности, статуса, богатства
- Статус: Младшее божество
- Мировоззрение: Нейтральное
- Сфера: Жадность, Статус, Богатство
- Домены: Дракон, Защита, Богатство, Пещера, Металл

### Хронепсис (Chronepsis)
- Бог судьбы, Смерти, Правосудия
- Имена: Безмолвный, Наблюдатель
- Статус: Среднее божество
- Домашний план: Согласующаяся Область Внешних Земель
- Мировоззрение: Нейтральное
- Сфера: Судьба, Смерть, Правосудие
- Домены: Смерть, Дракон, Судьба, Знание, Планирование, Время

### Фалазур (Faluzure)
- Бог распада, Бессмертия, Истощение
- Имена: Ночной Дракон
- Статус: Меньшее божество
- Домашний план: Тартарские Глубины Карцери
- Мировоззрение: Нейтральное Зло
- Сфера: Поглощение Энергии, Бессмертие, Бессилие, Истощение
- Домены: Темнота, Смерть, Дракон, Зло, Бессмертие

### Гарикс (Garyx)
- Бог огня, Уничтожения, Обновления
- Имена: Огненный Лорд, Все-разрушитель, Очиститель Миров
- Статус: Младшее божество
- Домашний план: Пандемониум
- Мировоззрение: Хаотическое Зло
- Сфера: Огонь, Разрушение, Обновление
- Прихожане: Священники, Друиды
- Домены: Хаос, Разрушение, Дракон, Зло, Огонь, Обновление

### Хлал (Hlal)
- Богиня юмора, Уловок, Сообщений
- Имена: Шут, Хранитель Рассказов
- Статус: Младшее божество
- Домашний план: Арборея (Arborea)
- Мировоззрение: Хаотическое Добро
- Сфера: Юмор, сказание истории, вдохновение
- Прихожане: Священники Хлала, Клерик, Барды
- Домены: Хаос, Дракон, Добро, Обман

### Лендис (Lendys)
- Бог баланса, Правосудия
- Имена: Чешуя Правосудия, Уравнивающий, Взвешивающий Жизни
- Статус: Младшее божество
- Домашний план: Механус
- Мировоззрение: Законно-Нейтральный
- Сфера: Баланс, Правосудие
- Прихожане: Церковнослужители, Паладины
- Домены: Разрушение, Дракон, Закон, Защита, Возмездие

### Тамара (Tamara)
- Богиня жизни, света, милосердия
- Имена: Её Величество Добродетельность и Прощение
- Статус: Младшее божество
- Домашний план: Элизиум
- Мировоззрение: Нейтральное Добро
- Сфера: Жизнь, Свет, Милосердие
- Домен: Дракон, Добро, Лечение, Сила, Солнце, Семья

### Кереска (Kereska)
- Богиня волшебства драконов, Волшебного творческого потенциала

### Таск (Task)
- Бог жадности, эгоизма

### Зоркан (Zorquan)
- Бог сущности того, что является драконами.

## Божества других рас

### Пантеон Мазтики (Maztica)
- Азул (Azul) (также называемый Калором (Calor)): Бог дождя, воды, пьянства
- Иха (Eha): Богиня ветра, весны
- Килтзи (Kiltzi): Бог здоровья, любви, счастья, детей
- Нала (Nula): Богиня животных
- Плуток (Plutoq): Бог земли, камня, гор
- Котал (Qotal): Бог доброты, здоровья, защиты
- Тезка (Tezca): Бог солнца, огня, кулинарии
- Ватил (Watil): Богиня растений
- Зальтек (Zaltec): Бог войны, жертв

### Пантеон Кара-Тура
- Милосердным Императором (Celestial Emperor) которого охраняют Девять Бессмертных:
- Гуань Инь (Kwan Ying): Богиня сострадания, милосердия, радости
- Чан Чэн (Chan Cheng): Бог войны, военных искусств, борьбы, храбрости
- Чэнь Сян (Ch’en Hsiang): Бог поэзии, музыки, литературы
- Чжи Ши (Chih Shih): Бог истории, эрудиции, традиций
- Ай Чхинг (Ai Ch’hing): Богиня любви, брака
- Фа Куан (Fa Kuan): Бог правосудия
- Син Юн (Hsing Yong)Бог удачи, процветания
- Ши Цзя (Shi Chia): Бог ремесленников, искусства
- Меньшие Бессмертные: Нефритовые Дамы, Рисовые Духи, Лунные Женщины, Воины Духа, Дамы Сострадания, Лорды Кармы, Мудрецы
- Сумасшедшая Обезьяна (Mad Monkey) — злое божество, которое иногда помогает, а иногда препятствует Милосердной Бюрократии.

### Пантеон Захары (Zakhara)
- Хаджима (Hajima): Бог храбрости
- Хакиях (Hakiyah): Бог честности
- Хаку (Haku): Бог свободы
- Джаухар (Jauhar): Богиня богатства
- Джисан (Jisan): Богиня щедрости
- Кор (Kor): Бог мудрости
- Нажм (Najm): Бог смелости
- Селан (Selan): Богиня красоты
- Занн (Zann): Бог знаний